# Andrew Cadima
Andrew William Cadima (8 de octubre de 1984 en Raleigh, Carolina del Norte) es un compositor estadounidense.

## Datos biográficos
Cadima reside actualmente en el área de la Bahía de San Francisco. Ha escrito para una variedad amplia de instrumentos y ensembles, variando de solos para arpa, a composiciones para grandes orquestas, y para acontecimientos y lugares que van de conciertos de rock a salas de concierto.
Cadima comenzó sus estudios de composición en Austin, Texas con Joe Harchanko en la Universidad de Texas en Austin. Posteriormente,  obtuvo su licenciatura en música y su maestría en música, con énfasis en composición, del San Francisco Conservatory of Music, estudiando bajo la guía del  Dr. Dan Becker y de David Garner. Durante sus estudios en el San Francisco Conservatory, Cadima recibió la Beca  Agnes Albert. También ha estudiado en el extranjero e interpretado piano, guitarra, y violín en ciudades que incluyen Viena, París, y Valencia, España.
La música de Cadima ha sido interpretada, tanto  a nivel nacional como internacional, por  muchos solistas y ensembles, incluyendo miembros de la Sinfoníca de San Francisco y la Philadelphia Orchestra, la orquesta de cámara de The Curtis Institute of Music, la orquesta del San Francisco Conservatory of Music, el SFCM Ensemble de Música Nueva  (Nicole Paiement, director), el Coro SFCM, el Ensemble de Guitarra Huntington , el  Cuarteto de Cuerdas Allendale, y el galardonado trombonista Aquiles Liarmakopoulos, entre muchos otros.
Su música también ha sido presentada en muchas instituciones incluyendo la Yale School of Music, el Curtis Institute of Music, el Festival de Música de Aspen, la Universidad Estatal de Colorado.

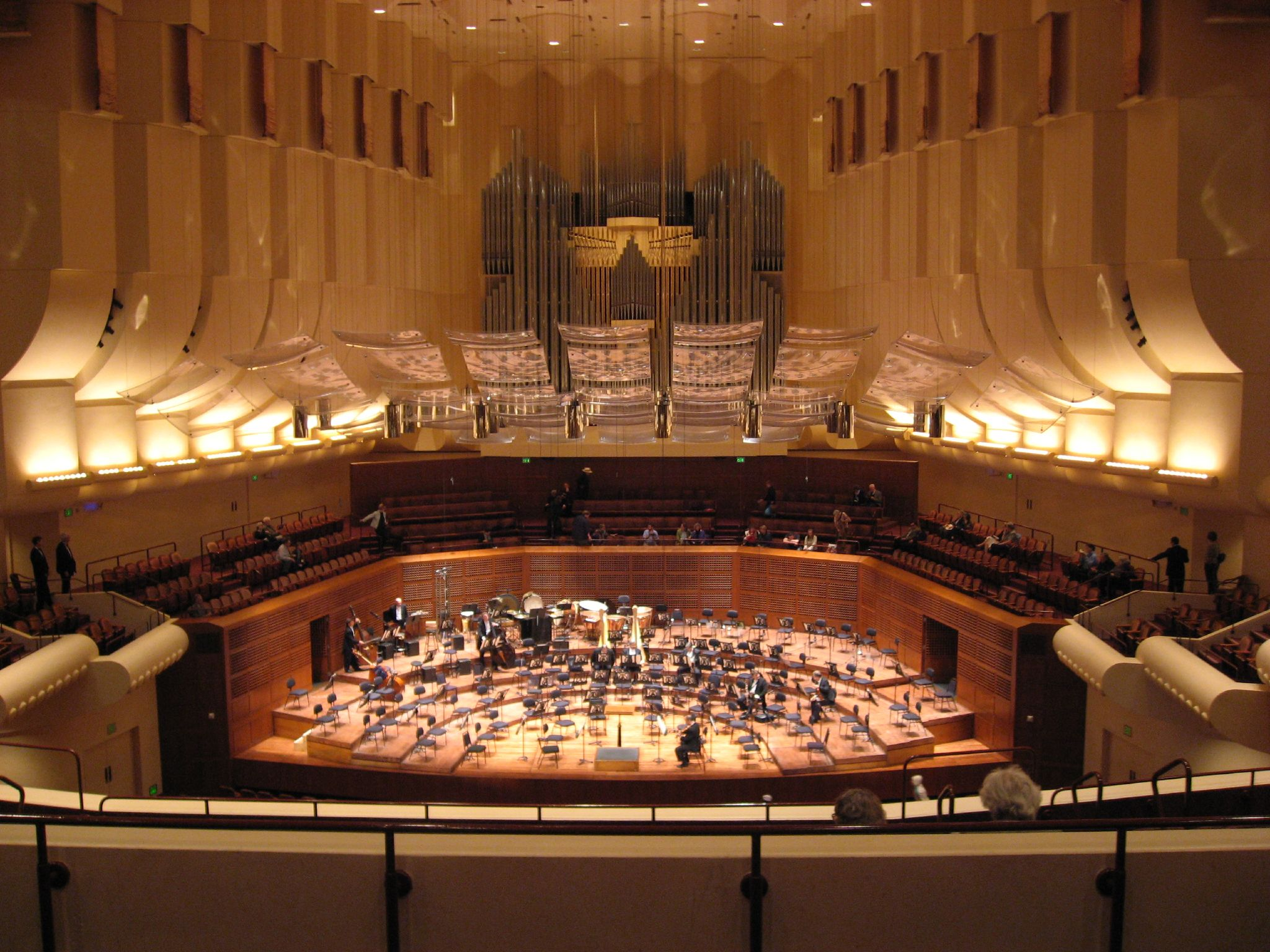
San Francisco Symphony Hall

## Obras destacadas
- Dream para solo de trombón, orquesta de cuerdas, y arpa, encargado por el virtuoso trombonista Aquiles liarmakopoulos, que tuvo su estreno en la costa del este de los EE.UU. en mayo de 2008 por el Curtis Institute of Music. Dream fue estrenada previamente en la costa del oeste en 2007 por la Orquesta de Cámara AC/SF bajo la dirección de Jacques Dejardins.
- Miserere para coro mixto (SATB) fue estrenada por el coro SFCM, en el San Francisco Conservatory of Music, dentro de la Competición de Composición Coral, en mayo de 2008 donde fue uno de los ganadores .

## Afiliaciones
Andrew Cadima es miembro de ASCAP, el foro del compositores estadounidense, y el American Music Center.